# 松本龍雄
松本 龍雄（まつもと たつお、1931年-）は、日本の登山家。戦後の冬季初登攀時代に数多くの記録を残した。

## 略歴
1931年、東京に生まれる。1945年4月、長野県小県郡武石村に疎開。当地で山歩きを覚える。戦後、東京に戻り、本所工業高校で学ぶ。1951年7月10日、東京都交通局に就職。
雲表倶楽部の一員として、谷川岳を中心に数多くの足跡を残した。特に、望月亮が製作した埋め込みボルトを用い、谷川岳一ノ倉沢のコップ状岩壁を初登攀。東京緑山岳会と競うようにして行われたこの登攀は、日本における初の埋め込みボルト使用による初登攀となった。また、第2次RCC同人の一員として、海外遠征にも参加。

## 主な登山歴
- 1952年5月西黒沢で谷川岳に初めて足跡を残す
- 1957年4月8日谷川岳一ノ倉沢滝沢右岩稜（滝沢積雪期第二登）
- 1958年2月23日谷川岳一ノ倉沢衝立岩中央稜積雪期初登
- 1958年3月15日谷川岳一ノ倉沢烏帽子沢凹状岩壁（烏帽子沢奥壁積雪期初登）
- 1958年6月7日谷川岳一ノ倉沢滝沢第二スラブ初登
- 1958年6月20日谷川岳一ノ倉沢コップ状岩壁正面壁初登
- 1958年7月14日谷川岳一ノ倉沢滝沢第一スラブ第二登
- 1958年10月5日から6日谷川岳一ノ倉沢滝沢第三スラブ初登